# Boljunsko Polje
Boljunsko Polje (en italien : Mandici ou Piana di Bogliuno) est une localité de Croatie située en Istrie, dans la municipalité de Lupoglav, dans le comitat d'Istrie. En 2001, la localité comptait 150 habitants.

## Démographie
| 1948 | 1953 | 1961 | 1971 | 1981 | 1991 | 2001 |
| ---- | ---- | ---- | ---- | ---- | ---- | ---- |
| 267  | 374  | 286  | 244  | 204  | 154  | 150  |